# 카게라주

카게라 주의 위치

카게라주(Kagera)는 탄자니아 북서부에 위치한 주로, 주도는 부코바이며 면적은 40,838km2(육지 면적은 28,953km2), 인구는 2,003,888명(2003년 기준)이다. 북쪽으로는 우간다, 서쪽으로는 르완다, 부룬디와 국경을 맞대고 있고 남쪽으로는 키고마 주, 므완자 주와 인접해 있으며 동쪽으로는 빅토리아호와 맞닿아 있다.

## 같이 보기
- 카게라강